# Deutsches Institut für Erwachsenenbildung

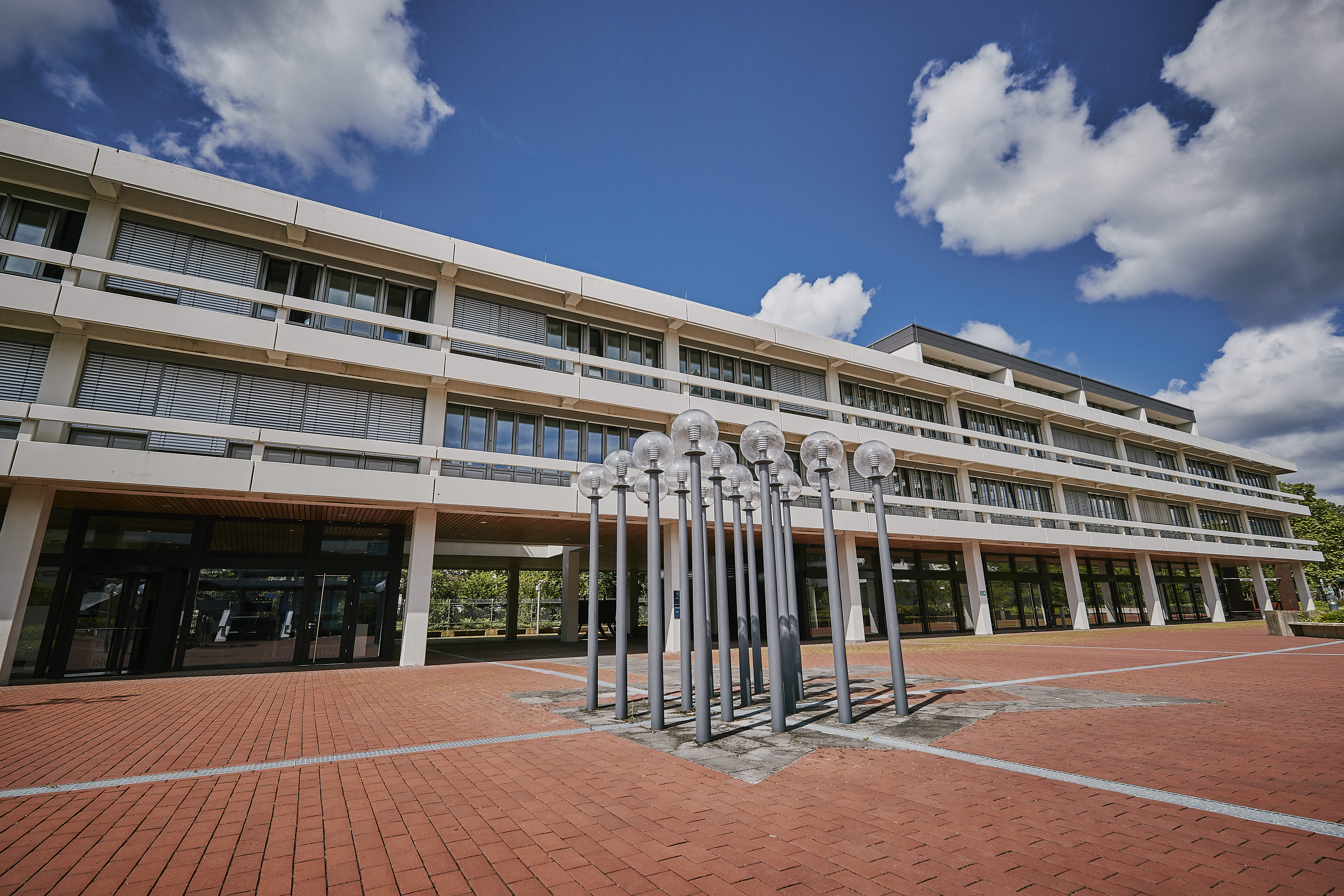
Kreuzbauten, Zentrale des DIE in Bonn

Das Deutsche Institut für Erwachsenenbildung – Leibniz-Zentrum für Lebenslanges Lernen e. V. (DIE) ist eine Einrichtung der Erwachsenenbildung mit Sitz in Bonn.

## Geschichte
Das Deutsche Institut für Erwachsenenbildung wurde 1957 als Pädagogische Arbeitsstelle des Deutschen Volkshochschul-Verbandes (PAS) mit Sitz in Frankfurt am Main gegründet. Erster Direktor war Willy Strzelewicz. 1977 wurde die PAS in die gemeinsame Forschungsförderung von Bund und Ländern (damals „Blaue Liste“, heute Leibniz-Gemeinschaft) aufgenommen und 1994 in „Deutsches Institut für Erwachsenenbildung (DIE)“ umbenannt. 1997 erfolgte die Aufnahme des Institutes in die Leibniz-Gemeinschaft. 2002 zog das Institut im Rahmen des Berlin/Bonn-Gesetzes von Frankfurt nach Bonn um. Um die Zugehörigkeit zur Leibniz-Gemeinschaft stärker zu betonen, wurde der Institutsname 2007 um den Zusatz „Leibniz-Zentrum für Lebenslanges Lernen“ erweitert.

## Aufgaben
Das von Bund und Ländern geförderte Institut ist Mitglied der Leibniz-Gemeinschaft und hat die Aufgabe, Weiterbildungsprogramme und Weiterbildungseinrichtungen sowie die politischen und institutionellen Rahmenbedingungen für das Lebenslange Lernen zu erforschen und praktisch zu begleiten.

## Forschungsbereiche
Geforscht wird zu den Themen Lernprozesse von Erwachsenen, didaktische Gestaltung von Angeboten, Weiterbildungspersonal, Weiterbildungseinrichtungen und Weiterbildungssystemen mit deren finanziellen, politischen und rechtlichen Aspekten.

## Organisation
Rechtsträger des DIE ist ein eingetragener Verein mit 19 Mitgliedern, die je zur Hälfte aus Praxis und Wissenschaft der Erwachsenen- und Weiterbildung stammen. Das DIE kooperiert mit mehreren Universitäten. Die Abteilungen des DIE repräsentieren unterschiedliche Handlungsebenen der Erwachsenen- und Weiterbildung. Von Lehr-Lernprozessen bis zu bildungspolitischen Rahmensetzungen in Politik, Praxis und Öffentlichkeit reicht ihre Bandbreite.
Die DIE verfügt über eine Bibliothek für Erwachsenenbildung, die öffentlich zugänglich ist. Sie richtet sich insbesondere an Studierende und Wissenschaftler sowie Praktiker im Bereich Erwachsenen- und Weiterbildung.

## Innovationspreis
Für besondere Leistungen in der Erwachsenenbildung vergibt das DIE seit 1997 den Preis für Innovation in der Erwachsenenbildung. Der Preis soll neuartige und vielversprechende Ansätze in der Weiterbildung publik machen und einer breiteren Öffentlichkeit zur Diskussion stellen.
Der Bildungsforscher Heiner Barz stellte 2006 in einer Studie über Innovation in der Erwachsenenbildung die bis dahin ausgezeichneten Projekte vor. Laut Barz sei der Preis der älteste und wichtigste Preis im Bereich der Erwachsenenbildung in Deutschland. 2013 erschien eine Dissertation, in der alle bis 2005 ausgezeichneten Projekte auf die Wirkung der Auszeichnung untersucht wurden.

## DIE-Leitung
- 1957–1960: Willy Strzelewicz (Leiter der PAS)
- 1960–1991: Hans Tietgens (Leiter der PAS)
- 1998–2006: Klaus Meisel (Direktor)
- 1997–1998: Günther Dohmen (kommissarischer Wissenschaftlicher Direktor)
- 1991–2011: Ekkehard Nuissl (Wissenschaftlicher Direktor)
- 2014–2017: Esther Winther (Wissenschaftliche Direktorin)
- seit 2012: Josef Schrader (Wissenschaftlicher Direktor)

## Internetportal
wb-web.de ist ein Portal für Lehrende in der Erwachsenenbildung, dass die Qualität von Erwachsenen- und Weiterbildung erhöhen soll. Dazu zählen auch die Professionalisierung und Förderung der Kompetenzentwicklung des Lehrpersonals. Das Portal entstand auf Basis einer Bedarfserhebung, die der Frage nachging, welche Unterstützung das Lehrpersonal in der Erwachsenen- und Weiterbildung für die Entwicklung von Kompetenz benötigt. Das Portal wb-web wurde 2017 mit dem OER Award und 2020 mit der Comenius-EduMedia-Medaille ausgezeichnet.

## Publikationen und Lehrbücher
Die „Zeitschrift für Weiterbildungsforschung“ (ZfW) ist ein Wissenschaftsjournal der Forschung zur Erwachsenenbildung in Deutschland, dessen Beiträge ein Peer-Review-Verfahren durchlaufen. Sie wurde in den 1970er Jahren als erste und einzige deutsche Zeitschrift mit Fokus auf die Erwachsenenbildungswissenschaft gegründet. Seit 2015 wird die ZfW als Open-Access-Journal herausgegeben. Dar über hinaus gibt es DIE Zeitschrift für Erwachsenenbildung
- DIE Survey – das DIE veröffentlicht aktuelle Forschungsergebnisse aus empirischen Studien zum Weiterbildungssystem und darin agierenden Bildungseinrichtungen.
- Theorie und Praxis der Erwachsenenbildung – Vorstellung aktueller und richtungsweisender Forschungsergebnisse vor.
- Lehrbücher vermitteln Grundlagenkenntnisse für das praktische Handeln.[15]
- Länderporträts zur Weiterbildung[16]
- DIE RESULTATE – unter dem Label „DIE RESULTATE aus Forschung und Entwicklung“ veröffentlicht das DIE wissenschaftliche Diskussionsbeiträge und Berichte aus Forschungsprojekten.[17]
- DIE-BRIEF – ein One-Pager als Medium der Wissenschaftskommunikation und des Wissenstransfers.[18]
- Einzelveröffentlichungen – Hier werden Grundlagenwerke in deutscher und englischer Sprache veröffentlicht.[19]

## Open Access
Als Mitglied der Leibniz-Gemeinschaft bekennt sich das DIE zu Open Access. Es folgt damit der „Berliner Erklärung über offenen Zugang zu wissenschaftlichem Wissen“ und der „Leitlinie zu Open Access in der Leibniz-Gemeinschaft.“
Ebenso fördert das DIE offene Bildungsmaterialien (Open Educational Resources/OER) als Werkzeug, um den Transfer von Wissen in Wissenschaft, Politik und Praxis der Erwachsenen- und Weiterbildung zu unterstützen. Das Institut bekennt sich zu dem Ziel, kostenfreien und niederschwelligen Zugang zu hochwertigen Bildungsmaterialien zu ermöglichen, um zur Verbesserung der Qualität des Lehrens und Lernens Erwachsener sowie zur Professionalisierung der in der Praxis Tätigen beizutragen.